# Gare de Berlin Treptower Park
La gare de Berlin Treptower Park est une gare ferroviaire sur le réseau du S-Bahn à Berlin, située dans le quartier d'Alt-Treptow au sud-est de la ville. Elle est le pôle d'échanges entre le Ringbahn (petite ceinture) et la ligne de banlieue vers Görlitz.

## Géographie

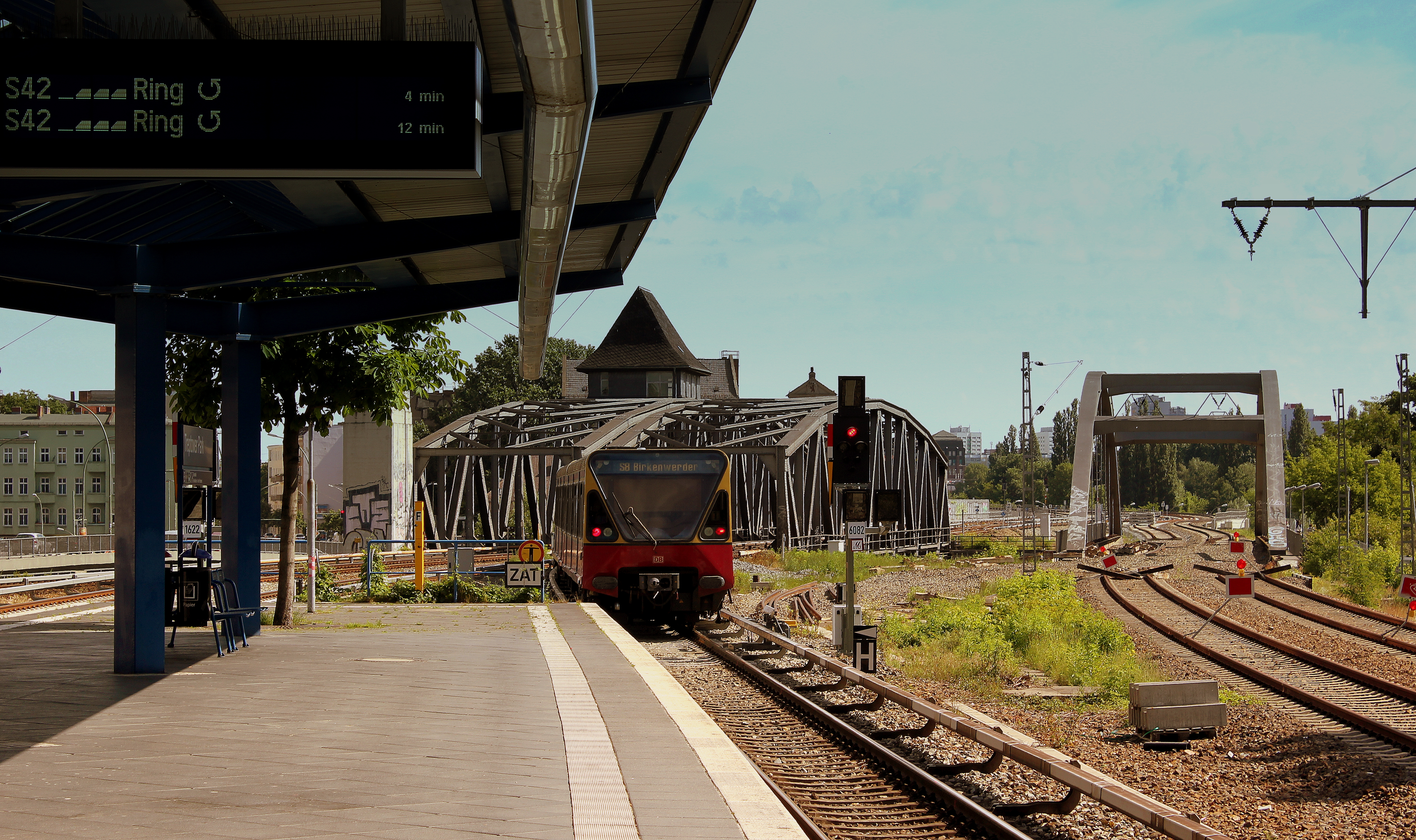
Quai de gare, vue vers le pont sur la Sprée.

La station se situe à l'ouest du vaste parc de Treptow en parallèle à la grande route Elsenstraße / An den Treptowers, une section de la Bundesstraße 96a. Au nord, les voies de la Ringbahn traversent la rivière Sprée.
La gare dispose de deux plates-formes centrales, les voies extérieures sont le Ringbahn, les voies intérieures sont la ligne de Berlin à Görlitz. Les plates-formes sont complètement couvertes. Les sorties des plates-formes se situent au sud ou à mi-hauteur.

## Histoire
La première gare ouvre le 1er février 1875 sous le nom de Treptow. Elle a deux plates-formes latérales sur la Ringbahn alors encore à double voie. En 1888, les plates-formes latérales sont remplacées par une plate-forme centrale et un bâtiment d'accueil sur Elsenstraße. Jusqu'en 1896, le Ringbahn est étendu à quatre voies. Sur les voies extérieures, une deuxième plate-forme intermédiaire est construite. L'année de l'ouverture de cette plate-forme, elle sert pour la grande exposition industrielle de Berlin.
Entre 1903 et 1906, la ligne de Berlin à Görlitz, en direction du sud, est dotée d'une paire de voies pour les trains de banlieue. Comme la gare de Görlitz ne dispose pas d'une capacité suffisante pour accueillir les trains, d'autre part, la poursuite des trains dans le centre-ville de Berlin ne peut pas avoir lieu, les voies du Ringbahn à la gare de Treptow sont retirées. Dès octobre 1885, il existe une courbe de connexion entre les deux lignes.
Les deux lignes de chemin de fer de banlieue de Treptow ont une capacité limitée pour les trains de banlieue. Entre 1914 et 1921, la section de la Südringkurve à Stralau-Rummelsburg à l'extension de la Görlitzer Bahn au sud de Treptow est étendue à quatre voies de chemin de fer de banlieue. Le pont sur le Spree est élargi en conséquence, la plate-forme construite en 1896 sert maintenant exclusivement pour le trafic suburbain. Le pôle d'échanges est également établi.
En 1924, l'électrification de la ville de Berlin, des lignes des chemins de fer de banlieue commence. Le 6 novembre 1928, les voies électrifiées du Ringbahn de Neukölln (de) à Treptow et de la Südringkurve à Warschauer Straße sont mises en service. Le 3 octobre 1937, la gare a pour nom Treptower Park.
Pendant la Seconde Guerre mondiale, le bâtiment d'accueil et le pont sur le Spree sont démolis. La circulation des trains s'arrête en avril 1945 et reprend en juin 1945. Les premiers trains avec un arrêt à Treptower Park vont sur le Ringbahn à Neukölln. En février 1946, les liaisons traversant le Spree et en direction de Baumschulenweg sont remises en service.

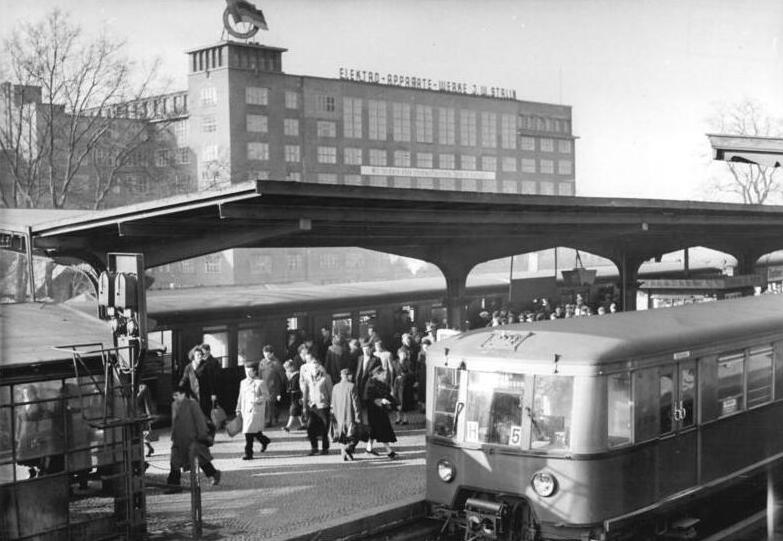
La gare en 1958.

Le 26 mai 1952, la RDA renforce les contrôles aux frontières pour les voyageurs en direction de Berlin-Ouest. Comme le Ringbahn, entre Treptower Park et Sonnenallee, franchit la frontière du secteur en direction de Neukölln, des plates-formes de fortune sont installées sur les voies extérieures au sud de la gare. Cependant, les plates-formes ne sont jamais mises en service, les contrôles ont lieu pendant l'arrêt à Treptower Park. Avec la construction du mur le 13 août 1961, la liaison avec Berlin-Ouest est interrompue et les trains sont dirigés vers le sud uniquement jusqu'à la gare de Görlitz. Les voies inutilisées sont démantelées en 1981 dans la mesure du possible.
Avec la réunification allemande, l'écart entre Treptower Park et Sonnenallee fait débat. Toutefois, le projet ne peut pas être mis en œuvre avant le 18 décembre 1997, car d'une part, les voies ferrées du Treptower Park doivent être restaurées, d'autre part, la Ringbahntrasse et l'extension prévue de la Bundesautobahn 100 ne doivent pas entraver. La gare de Treptower Park est rénovée entre août 1995 et août 1997 et adaptée aux personnes handicapées.

## Correspondances
La gare est en correspondance avec plusieurs lignes omnibus de la Berliner Verkehrsbetriebe.